# Every Girl and Boy
Every Girl and Boy è un brano musicale inciso nel 1988 dalla cantante italiana Spagna e pubblicato come singolo estratto dall'album You Are My Energy, uscito alcuni mesi dopo. Autori del brano sono la stessa Ivana Spagna assieme a Giorgio Spagna e Alfredo Larry Pignagnoli. Si tratta del singolo di Spagna rimasto per più settimane nella Top Ten delle classifiche italiane.
Il disco fu pubblicato su etichetta CBS e prodotto da Marco Marati e Ivana Spagna e il brano partecipò alle edizioni di quell'anno di Azzurro, Festivalbar ed Un disco per l'estate.

## Storia
Every Girl and Boy fu il primo singolo estratto dall'album You Are My Energy, album che Spagna dedicò al padre, da poco scomparso.
Il 45 giri raggiunse il secondo posto delle classifiche in Italia, dove rimase per 17 settimane nella Top Ten, superando il risultato ottenuto da Easy Lady, che si era fermato a 16 settimane. Nel Regno Unito, il singolo si fermò invece ai margini della Top 20.

## Testo
(Every Girl and Boy (1988))
Il testo dice che nella vita ci sono alti a bassi per tutte le persone, ma la cosa che rende tutti felici e che si cerca maggiormente è l'amore.

## Tracce
10"
1. Every Girl and Boy – 5:15 (Giorgio Spagna - Ivana Spagna)
2. Don't Call It Love – 4:17

12" (Regno Unito)
1. Every Girl and Boy (Special Bang Bang Remix) – 5:13
2. Every Girl and Boy (Instrumental) – 5:13
3. Every Girl and Boy (Bonus Track) – 2:50
4. Don't Call It Love – 4:17

## Classifiche
| Classifica  | Posizione massima | Nr. di settimane |
| ----------- | ----------------- | ---------------- |
| Finlandia   | 5                 |                  |
| Francia     | 20                | 16               |
| Italia      | 2                 |                  |
| Paesi Bassi | 65                | 6                |
| Regno Unito | 23                |                  |
| Svizzera    | 18                | 6                |